# Francesco Filippo d'Este
Francesco Filippo d'Este (San Martino in Rio, 9 febbraio 1673 – ...), figlio primogenito di Sigismondo III d'Este e di Maria Teresa Grimaldi, fu marchese di San Giuliano.

## Biografia
Francesco Filippo nacque nella Rocca estense di San Martino in Rio il 9 febbraio 1673; figlio primogenito del marchese Sigismondo III d'Este e di Maria Teresa Grimaldi, figlia di Ercole Grimaldi.
Clinio Cottafavi nelle sue ricerche storiche su San Martino in Rio, scriverà: "Il primogenito di Sigismondo terzo divenuto scemo ed aggravato da mille molestie, si era reso incapace di poter reggere i feudi: la sua posizione egli se l'aggravava anche sempre più con una vita scorretta e punto morale. Onde il padre suo nel 1727 prese a trattare con lui per la rinuncia del suo diritto di primogenito a Carlo Filiberto, l'unico degli altri suoi figli maschi, che gli fosse rimasto. E vi riusciva: con una convenzione, sotto scritta dalle parti in Corteolona, ove dimorava sempre Francesco Filippo con la sua donna, Luigia Sorbellini (in realtà Luigia Serbelloni), si stabiliva che alla morte di Sigismondo III, i diritti di primogenitura sarebbe spettati al terzogenito Carlo Filiberto. (Archivio Comunale di San Martino)".
Claudio Donati nel suo lavoro di ricerca sul ramo degli Este di San Martino, scriverà: "Molte nubi si addensarono in questi primi decenni del settecento sui destini della famiglia: la morte dello zio Carlo Filiberto senza eredi legittimi nel 1714, il rimbecillimento del cugino Francesco Filippo nel 1715 quando era prossimo alle nozze con Luigia Serbelloni (costretta così a farsi monaca)...".
Francesco Filippo, sarà conosciuto come il marchese di San Giuliano; trascorse buona parte della sua vita a Corteolona. La sua promessa sposa, Luigia Serbelloni, era della nobile ed influente famiglia dei Serbelloni.
La sua rinuncia ai diritti dinastici, favorirà il fratello minore Carlo Filiberto II d'Este, che di conseguenza, alla morte di Sigismondo III d'Este, erediterà il feudo.

## Discendenza
Francesco Filippo non ebbe discendenza.

## Ascendenza
|                                                          |                      |                                           | Genitori                         |  |  | Nonni |  |  | Bisnonni                                |  |  | Trisnonni                                   |  |
|                                                          |                      |                                           |                                  |  |  |       |  |  | Sigismondo d'Este, II marchese di Lanzo |  |  | Filippo I d'Este, I marchese di San Martino |  |
|                                                          |                      |                                           |                                  |  |  |       |  |  | Sigismondo d'Este, II marchese di Lanzo |  |  | Filippo I d'Este, I marchese di San Martino |  |
|                                                          |                      | Maria di Savoia                           |                                  |  |  |       |  |  | Sigismondo d'Este, II marchese di Lanzo |  |  |                                             |  |
| Filippo II Francesco d'Este, III marchese di San Martino |                      |                                           |                                  |  |  |       |  |  | Sigismondo d'Este, II marchese di Lanzo |  |  |                                             |  |
|                                                          |                      | Francesca Charledes d'Antel d'Hostel      | …                                |  |  |       |  |  |                                         |  |  |                                             |  |
|                                                          |                      | Francesca Charledes d'Antel d'Hostel      | …                                |  |  |       |  |  |                                         |  |  |                                             |  |
|                                                          |                      | Francesca Charledes d'Antel d'Hostel      | …                                |  |  |       |  |  |                                         |  |  |                                             |  |
| Sigismondo III d'Este, IV marchese di San Martino        |                      | Francesca Charledes d'Antel d'Hostel      |                                  |  |  |       |  |  |                                         |  |  |                                             |  |
|                                                          |                      | Carlo Emanuele I di Savoia                | Emanuele Filiberto di Savoia     |  |  |       |  |  |                                         |  |  |                                             |  |
|                                                          |                      | Carlo Emanuele I di Savoia                | Emanuele Filiberto di Savoia     |  |  |       |  |  |                                         |  |  |                                             |  |
|                                                          |                      | Carlo Emanuele I di Savoia                | Margherita di Valois             |  |  |       |  |  |                                         |  |  |                                             |  |
| Margherita di Savoia, marchesa di Dronero                |                      | Carlo Emanuele I di Savoia                |                                  |  |  |       |  |  |                                         |  |  |                                             |  |
|                                                          |                      | Margherita de Roussilon, marchesa di Riva | …                                |  |  |       |  |  |                                         |  |  |                                             |  |
|                                                          |                      | Margherita de Roussilon, marchesa di Riva | …                                |  |  |       |  |  |                                         |  |  |                                             |  |
|                                                          |                      | Margherita de Roussilon, marchesa di Riva | …                                |  |  |       |  |  |                                         |  |  |                                             |  |
| Francesco Filippo d'Este, marchese di San Giuliano       |                      | Margherita de Roussilon, marchesa di Riva |                                  |  |  |       |  |  |                                         |  |  |                                             |  |
|                                                          | Onorato II di Monaco | Ercole di Monaco                          |                                  |  |  |       |  |  |                                         |  |  |                                             |  |
|                                                          | Onorato II di Monaco | Ercole di Monaco                          |                                  |  |  |       |  |  |                                         |  |  |                                             |  |
|                                                          | Onorato II di Monaco | Maria Landi                               |                                  |  |  |       |  |  |                                         |  |  |                                             |  |
| Ercole Grimaldi                                          | Onorato II di Monaco |                                           |                                  |  |  |       |  |  |                                         |  |  |                                             |  |
|                                                          |                      | Ippolita Trivulzio                        | Carlo Emanuele Teodoro Trivulzio |  |  |       |  |  |                                         |  |  |                                             |  |
|                                                          |                      | Ippolita Trivulzio                        | Carlo Emanuele Teodoro Trivulzio |  |  |       |  |  |                                         |  |  |                                             |  |
|                                                          |                      | Ippolita Trivulzio                        | Caterina Gonzaga                 |  |  |       |  |  |                                         |  |  |                                             |  |
| Maria Teresa Grimaldi                                    |                      | Ippolita Trivulzio                        |                                  |  |  |       |  |  |                                         |  |  |                                             |  |
|                                                          |                      | Luca Spinola                              | Gaspare Spinola                  |  |  |       |  |  |                                         |  |  |                                             |  |
|                                                          |                      | Luca Spinola                              | Gaspare Spinola                  |  |  |       |  |  |                                         |  |  |                                             |  |
|                                                          |                      | Luca Spinola                              | Maria Doria                      |  |  |       |  |  |                                         |  |  |                                             |  |
| Maria Aurelia Spinola                                    |                      | Luca Spinola                              |                                  |  |  |       |  |  |                                         |  |  |                                             |  |
|                                                          |                      | Pellina Spinola                           | Giovanni Battista Spinola        |  |  |       |  |  |                                         |  |  |                                             |  |
|                                                          |                      | Pellina Spinola                           | Giovanni Battista Spinola        |  |  |       |  |  |                                         |  |  |                                             |  |
|                                                          |                      | Pellina Spinola                           | Maria Spinola                    |  |  |       |  |  |                                         |  |  |                                             |  |
|                                                          |                      | Pellina Spinola                           |                                  |  |  |       |  |  |                                         |  |  |                                             |  |